# غار بزرگ خواجو
غار بزرگ خواجو مربوط به سده‌های اولیه دوران‌های تاریخی پس از اسلام است و در شیراز، کوه مشرف بر دروازه قرآن، کنار مقبره خواجه عمادالدین خواجوی کرمانی واقع شده و این اثر در تاریخ ۳۰ بهمن ۱۳۸۶ با شمارهٔ ثبت ۲۰۸۶۸ به‌عنوان یکی از آثار ملی ایران به ثبت رسیده است.